# Celebbait
Celebbait of celebrity-bait is de Engelse term voor een specifieke vorm van misleidende advertenties, waarin bekende personen als een soort lokaas misbruikt worden om consumenten te verleiden op een online-advertentie te klikken.
In 2019 kreeg dit fenomeen in Nederland bijzondere aandacht door misleidende advertenties voor Bitcoins die verschenen op het internetplatform Facebook, met daarbij de namen en foto's van diverse bekende personen. In oktober 2019 publiceerde een groep journalisten en bekende Nederlanders, onder wie Matthijs van Nieuwkerk, Alexander Klöpping en Humberto Tan een gezamenlijke verklaring, waarin zij Facebook verzochten daartegen op te treden. Onder de afzenders van de verklaring behoorden onder meer ook Jort Kelder, Rik van de Westelaken, Herman den Blijker, Nikki Herr, Ruud Feltkamp en Waylon.

## Rechtszaak John de Mol tegen Facebook
In november 2019 slaagde de Nederlandse televisieproducent John de Mol erin middels een kort geding Facebook op straffe van een maximale dwangsom van 1,1 miljoen euro te verplichten nepadvertenties te weren waarin hij Bitcoins en andere cryptovaluta aanprijst. Middel dat misbruik van zijn afbeelding werd zijn portretrecht geschonden en zijn reputatie geschaad, doordat hij ten onrechte in verband werd gebracht met Bitcoin of dubieuze Bitcoin-investeringen. Artikel 21 van de Auteurswet (zie hierboven) geeft hem als geportretteerde het recht zich te verzetten tegen het verspreiden van zijn portret indien dat zou worden gebruikt voor oplichtingspraktijken en misleidende berichten. Het zonder De Mols toestemming gebruiken van zijn naam en portret ter ondersteuning van oplichtingspraktijken werd een inbreuk geacht op zijn persoonlijke levenssfeer, zijn eer en goede naam, en levert als zodanig reputatieschade op. Ook moest Facebook De Mol gegevens verstrekken over de identiteit van de partijen achter de misleidende advertenties die tussen oktober 2018 en in ieder geval maart 2019 verschenen op Facebook- en Instagramadvertenties, waarin hij en andere bekende Nederlanders reclame maakten voor het investeren in Bitcoins en andere cryptovaluta. Niet alleen hadden zij daartoe geen toestemming verleend, het leek bovendien ook oplichting te betreffen: mensen die op de advertenties reageerden en een bedrag overmaakten, ontvingen geen Bitcoins en zagen hun geld niet meer terug. Deze gedupeerden verloren hierdoor in totaal ten minste 1,7 miljoen euro. Dat de advertenties na aandringen door De Mol alsnog waren verwijderd en daarna nauwelijks terugkeerden, toonde metterdaad dat het technisch mogelijk bleek actiever te reageren.
Facebook kondigde aan tegen de betreffende uitspraak beroep in te stellen.

## Maatregelen
Vanaf december 2019 kunnen vermoedelijk frauduleuze advertenties op Facebook met bekende personen die Bitcoin zouden aanprijzen in Nederland worden gemeld middels een speciaal formulier.